# لفجري

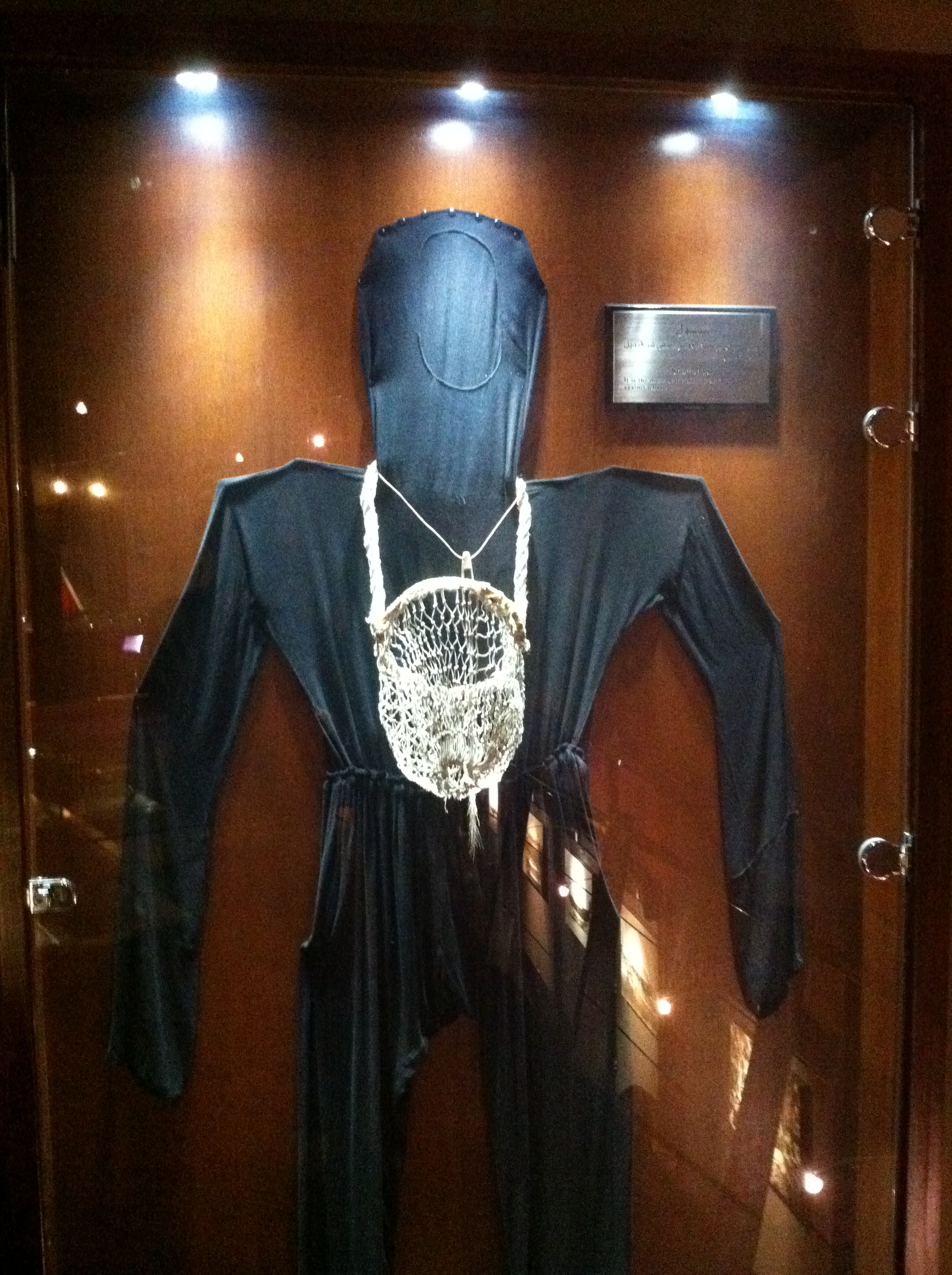
لباس قديم كان يستعمله الغوّاصين الكويتيين بحثاً عن اللؤلؤ.

لفجري أو الفجيري هو نوع من الغناء كان يؤدي بواسطة الغواصين في الخليج العربي وخاصةً في الكويت والبحرين في دور خاصة لهذا النوع من الغناء، وذلك في الشتاء حيث أن الغواصين لا يزاولون أي عمل في هذا الفصل عدا البناء وصيد السمك وقطع الصخور للبناء والقلافة.
يُعد الفن الفجري من الفنون البحرية التي تغنى في دور الفن على اليابسة وعلى سطح المراكب والسفن رغم ما في الفجري ويحرص البعض على أدائه في اليابسة دون أدائه في السفن بالرغم من الوصلات الغنائية التي يضمها والتي توحي بجر المجداف ورفع الشراع، الا أنها مجرد تمثيل بليغ لما يفعله البحارة في موسم الغوص ويعد فن الفجري من الفنون المقصورة على الرجال دون النساء ويؤدى على سطوح المراكب ولكل مرحلة غناؤها الخاص فهناك مرحلة (الخراب) حيث يكون فيها الغناء عند البدء برفع المرساة و (المجذاف) مع تجديف البحارة و(القاصح) و(الجيلامي) مع رفع الاشرعة وللطريقة التي يؤدى بها تأثير مباشر على البناء الموسيقي للأغنيات، فالخراب ينشده مغن منفرد بطبقة صوتية عالية في حين تصدر الجوقة التي تتألف من البحارة صوتا كاللحن منخفض يقطعونه بفواصل منتظمة وبزفير قوي يقابل اللحظات التي يتوقف فيها البحارة وهم يرفعون المرساة ،أما كلمات هذا الفن فهي تنقل بشجن صورة صادقة لمعاناتهم ومخاطر البحر وطول الغياب وفرحة لقاء الأحبة ويذكر فيها لفظ الجلالة كثيرا وبين كل فاصلة تقريبا.